# ويليام بي. بولارد الثالث
ويليام بي. بولارد الثالث (بالإنجليزية: William B. Pollard III)‏ هو محامي أمريكي، ولد في 5 أبريل 1947 في سانت لويس في الولايات المتحدة.